# Eva Beus
Eva Beus Poje, slovenska pevka.
Leta 2015 se je kot glavna vokalistka pridružila skupini Tabu, na tem mestu je nadomestila Tino Marinšek. Aprila 2023 je zapustila skupino.

## Življenje
Eva se je rodila v glasbeni družini; sama se je začela z glasbo ukvarjati zgodaj v mladosti. Pri petnajstih letih je začela nastopati s skupino Pustmekrichat, že s šestnajstimi leti pa se je podala na samostojno življenjsko pot in se leto in pol preživljala kot ulična glasbenica. Sodelovala je v več glasbenih zasedbah, kot so Boobjail, Shaking Roots, For Tease ... Leta 2015 je sprejela vlogo pevke v skupini Tabu, ki se je pred tem razšla s Tino Marinšek. Prva nova pesem, ki jo je skupina izdala po pridružitvi Eve Beus, je bila Greva dol. Aprila 2023 je skupina Tabu sporočila, da Eva Beus odhaja na porodniški dopust in zapušča skupino.